# 앙카라나족제비여우원숭이
앙카라나족제비여우원숭이(Lepilemur ankaranensis)는 마다가스카르에서 발견되는 족제비여우원숭이의 일종이다. 25 cm 길이의 꼬리를 포함하여, 전체 몸 길이는 약 53 cm로 가장 작은 족제비여우원숭이들 중의 하나이다. 몸무게는 평균적으로 약 750g 정도이다. 앙카라나족제비여우원숭이는 마다가스카르의 북부에서 발견되며, 앙카라나, 앙드라피아메나, 아날라메라나 그리고 암브레 산악 국립공원의 습한 저산대숲에서 산다.